# Мовне прогнозування
Мо́вне прогнозува́ння — науково обґрунтоване передбачення імовірних перспектив розвитку мови в майбутньому. Один з різновидів соціального прогнозування.
Мовне прогнозування буває зовнішнім і внутрішнім. Предметом зовнішнього є майбутнє національних, міжнародних, планових мов, окремих діалектів та соціолектів, мовні контакти та міжмовна конкуренція, напрями мовної політики. Предмет внутрішнього — майбутні зміни на різних рівнях мовної системи: фонетичному, лексичному, фразеологічному, граматичному, стильовому.
Результат мовного прогнозування — імовірнісне знання про дальший розвиток мови, її якісні та кількісні параметри, темпи та напрями мовних змін і час їх імовірного настання.

## Засади мовного прогнозування
Майбутнє мови передбачають на основі аналізу її минулого та сучасного, зважаючи на сталі тенденції, закони й закономірності мовного розвитку. Науковість і достовірність прогнозу забезпечує додержання ряду методичних принципів.
Принцип системності (комплексності) вимагає зважати на той широкий контекст, у якому функціонує мова. Мова — явище суспільне, тож її майбутнє зумовлює низка зовнішніх чинників: стан національної культури, освіти, економіки, техніки, рівень народжуваності, міграційні процеси, міжмовна конкуренція, масова мовна свідомість тощо. Ці чинники формують прогнозне тло.
Принцип альтернативності — бажано, щоб прогноз передбачав не один, а кілька варіантів розвитку мови, указуючи при цьому ступінь імовірності кожного з них. 
Принцип безперервності передбачає періодичне уточнювання мовного прогнозу — мірою того, як надходить нова інформація (зокрема, статистична), змінюються вихідні показники або настають якісь непередбачені події, істотні для розвитку мови. Гнучке реагування на зміни дає змогу виправляти прорахунки, збільшувати надійність прогнозів, особливо довгострокових.
Принцип перевірки (верифікації) допомагає підвищувати точність, достовірність, обґрунтованість і неупередженість мовного прогнозу. Основні шляхи: перевірити прогноз повторними дослідженнями; розробити прогноз іншими методами; зіставити з аналогічними прогнозами; виявити можливі помилки; доопрацювати з урахуванням критичних оцінок тощо.

## Методи мовного прогнозування
Використовують як загальнонаукові, так і власне прогностичні методи.
Історична аналогія — визначає майбутнє мови з огляду на процеси та явища, які мали місце в минулому. Знаючи, наприклад, що раніше безписемні мови майже завжди занепадали, можна припустити, що й сучасні безписемні мови в майбутньому так само приречені на занепад. Перевага методу в тому, що прогноз практично не залежить від особистих уподобань прогнозиста. Вада — результати не завжди достовірні, бо майбутнє не зводиться цілком до повторення минулого. 
Екстраполяція — умоглядне подовження на майбутнє певних тенденцій, перебіг яких у минулому та сучасному добре відомий. Метод ґрунтується на індуктивному припущенні про те, що в межах прогнозованого періоду об’єкт розвиватиметься послідовно, закономірно, односкеровано. Метод досить точний, але застосовний головно до найближчих періодів. З просуванням у віддалене майбутнє, яке мало коли буває незмінним продовженням теперішнього, точність екстраполяції спадає. 
Експертна оцінка — дає об’єктивний прогноз на основі аналізу та узагальнення суб’єктивних думок окремих експертів. Успішне застосування методу залежить від кваліфікації експертів. Експерт з великим досвідом наділений розвинутою інтуїцією, що може підказати точнішу картину майбутнього.
Метод Дельфі — дає змогу виявити спільну позицію групи незалежних експертів, які не контактують одне з одним. Експертів опитують індивідуально за наперед складеною програмою.
Метод моделювання — ґрунтується на дослідженні не самих об’єктів, а їхніх спрощених, огрублених моделей. Метод дає змогу прогнозувати розвиток мови з огляду на складну взаємодію чинників, які на цей розвиток впливають: внутрішні, зовнішні, об’єктивні, суб’єктивні, регіональні, глобальні, політичні, культурні, демографічні тощо.
Сценарії майбутнього — метод пропонує не один (як екстраполяція), а кілька варіантів розгортання подій. Кожен сценарій описує імовірну причиново-наслідкову послідовність, що від нинішнього стану речей приводить до певних наслідків. Сценарії наочні, правдоподібні, добре відтворюють канву подій, зручні для сприйняття й аналізу. 
Щоб підвищити достовірність прогнозів, варто застосовувати методів комплексно, так щоб вони доповнювали один одного. Такий підхід нейтралізує вади окремих методів і забезпечує більшу точність прогнозів.

## Етапи мовного прогнозування
Прогностичне дослідження відбувається в п’ять етапів. Кожен етап вирішує певні завдання і по-своєму важливий для якості кінцевого результату.
1) Передпрогнозна підготовка. Прогнозист ставить проблему, формулює мету й завдання прогнозу («Скільки буде активних носіїв української мови в майбутньому?», «Чи стане китайська мова міжнародною?»). Далі визначає межі прогнозу, його кількісні та якісні характеристики, бажані параметри точності й надійності, обирає підхожі методи та засоби, складає план дослідних процедур, намічає джерельну базу.
2) Відбір інформації. Збираються відомості про те, що являє собою об’єкт на момент дослідження, який його нинішній стан. Якщо прогнозист планує вдаватися до методів історичної аналогії та екстраполяції, придасться також ретроспективний аналіз. Характеристика об’єкта має бути доповнена відомостями про контекст прогнозування — зовнішні зв’язки мови та чинники, що визначають її майбутнє. 
3) Аналіз та оцінка інформації. Інформацію систематизують і витлумачують відповідно до накреслених завдань. Прогнозист виявляє умови, обставини й тенденції, які впливатимуть на майбутнє мови, сприятливі та несприятливі чинники, а також наслідки їхньої взаємодії. Точність прогнозу великою мірою залежить від того, чи правильно виявлено й витлумачено всі ці параметри.
4) Розроблення прогнозу. Обрані методи та опрацьовану інформацію застосовують для отримання безпосереднього результату. Прогноз повинен узгоджуватися з провідними тенденціями в розвитку мови, ураховувати взаємодію чинників, які визначають цей розвиток. Якщо якийсь фрагмент картини майбутнього бачиться нечітко, прогнозист висуває гіпотези, ранжуючи їх за ступенем імовірності. 
5) Післяпрогнозна корекція. Вплив чинників, від яких залежить розвій мови, з плином часу може посилитись або послабитися. Можуть з’явитися нові чинники, які не діяли на момент складання прогнозу. Через потрібно час від часу перевіряти, чи не втрачає прогноз своєї точності, обґрунтованості, імовірності. Якщо втрачає — доцільна корекція або, у разі потреби, побудова нового прогнозу.

## Типи мовних прогнозів
Типологію прогнозів будують за різними критеріями та ознаками.
Прогноз поєднує два складники — констатацію та пропозицію. Залежно від того, який з них переважає, прогнози поділяють на пошукові та нормативні.
Пошукові прогнози покликані з’ясувати, як розвиватиметься мова, що з нею станеться завтра за умови збереження в майбутньому нинішніх тенденцій.
Нормативні прогнози допомагають визначити, чи можливо досягти бажаних цілей. Спочатку прогнозист моделює бажаний стан мови, а тоді описує оптимальні умови, шляхи та терміни його досягнення. Як правило, нормативні прогнози містять практичні рекомендації: що слід робити для виконання поставлених завдань, як саме досягти бажаного.
За часовим параметром мовні прогнози поділяють на:
- поточні (до 1 року) — не очікується істотних змін;
- короткострокові (до 3–5 років) — загальні кількісні зміни;
- середньострокові (до 10–15 років) — кількісно-якісні зміни;
- довгострокові (до 30–50 років) — якісно-кількісні зміни;
- віддалені (до 100 років і більше) — загальні якісні зміни.

Вибір періоду прогнозування залежить від поставлених завдань. Поточні та короткострокові прогнози, будучи в міру точними та конкретними, допомагають ухвалювати тактичні рішення, надто тоді, коли треба діяти на випередження. Надійність середньо- та довгострокових прогнозів залежить уже від прийдешніх подій, настання яких передбачити важче. Ці прогнози менш достовірні, утім, дають загальну картину майбутнього, потрібну для стратегічної орієнтації.

## Значення мовного прогнозування
Прогноз окреслює перспективи мови, а тому дає змогу глибше осягнути чинники мовного майбутнього, своєчасно передбачити сприятливі та несприятливі зміни, точніше визначити стратегічні цілі, виважено обрати такий план дій, який би вів до бажаної мети. Також прогноз виявляє та формулює нові можливості й перспективні напрями розвитку мови з огляду на потреби суспільства майбутнього. Якісне, достовірне прогнозування — одна з умов ефективної мовної політики, збереження та прогресу мови в майбутньому. 

## Історія мовного прогнозування
В історії відомі непоодинокі спроби передбачати майбутнє національних мов. Час показував, що одні передбачення справджувалися (повністю або частково), інші — виявлялися хибними. 
Наприклад, у XVI–XVII ст. англійську мову сприймали як «відсталу» та «селюцьку», що має поступитися місцем досконалій латині. У середині ХХ ст. російській мові передрікали статус світової мови після перемоги комунізму в усьому світі. Ф. Енгельс пророкував зникнення «малих» слов’янських народів та їхніх мов (чехів, словаків, хорватів, словенців). У XVIІІ ст. шведська адміністрація прогнозувала швидке зникнення «неперспективної» фінської мови.
Свого часу ніхто не міг передбачити стрімкого занепаду їдишу. Унаслідок Голокосту й наступної асиміляції євреїв демографічна потужність цієї мови зменшилася в понад 20 разів. Натомість іврит за неповне століття несподівано здолав протилежний шлях: від напівмертвої книжної мови до універсального засобу спілкування в усіх комунікативних сферах.
Передбаченнями про неминучий занепад рясніє історія української мови. Відповідні прогнози давали не лише асимілятори, а й самі українці. Так, у ХІХ ст. одним з мотивів для укладання граматик і словників стало побоювання, що в майбутньому зробити це буде неможливо, адже мова приречена на забуття. З шовіністичних позицій українську мову сприймали як нежиттєздатну, що слугувало підставою для урядових утисків і заборон. Уявлення про її безперспективність і близьку загибель побутували фактично до кінця ХХ ст..
На наукову основу мовне прогнозування було поставлене тільки наприкінці ХХ ст. Як окрема галузь прогнозування воно виділилося пізніше за інші галузі (демографічне, економічне, військове, політичне). На сьогодні лишається порівняно слабкорозвиненим. 
У працях Д. Греддола та Д. Крістала окреслено сценарії майбутнього англійської мови. В Україні внесок у мовне прогнозування зробили Л. А. Булаховський, О. Б. Ткаченко, Ю. О. Карпенко, В. Д. Радчук.
У книзі П. О. Селігея «Українська мова у 2222 році: Вступ до лінгвофутурології» (2023) міститься нарис основ мовного прогнозування, запропоновано сценарії розвитку світової мовосфери в близькій та віддаленій перспективі, проаналізовано чинники, що визначають майбутнє української мови.